# Малийско-нигерские отношения
Малийско-нигерские отношения — двусторонние дипломатические отношения между Мали и Нигера. Протяжённость государственной границы между странами составляет 838 км.

## История
В 2012 году на северо-востоке Мали вспыхнуло Туарегское восстание, что оказало влияние и на соседний Нигер: группы джихадистов атаковали нигерские блок-посты вдоль границы, а также с территории Мали в Нигер стало прибывать большое количество беженцев. В ноябре 2019 года 24 малийских солдата погибли в ходе боя с повстанцами во время совместной операции с вооружёнными силами Нигера. В 2020 году на территории Нигера проживало 58599 беженцев из Мали.

## Торговля
Мали является вторым по величине рынком, потребляющим товары из Нигера: в 2017 году было поставлено продукции на сумму 96,6 млн долларов США.

## Дипломатические представительства
- Мали имеет генеральное консульство в Ниамее[7].
- Нигер содержит посольство в Бамако[8].